# Río Coco
El río Coco o Segovia (en miskito río Wangki), antes conocido como río Segovia, río Wanks, río del Cabo o río Yara, es un río internacional que delimita parcialmente la frontera entre el sudeste de Honduras y el norte de Nicaragua, y desemboca en el Mar Caribe. 

## Características
El río Coco o Segovia es considerado  el río más largo de Centroamérica porque su curso discurre completamente en territorio del istmo centroamericano; aunque el Usumacinta es mucho más largo (1123 km), y recorre Guatemala y México, este último país no forma parte de Centroamérica.
Su curso de agua principal traza la frontera entre Honduras y Nicaragua hasta la Boca de Poteca {aproximadamente 13°49'55.4"N 85°45'09.2"W}, donde se deriva en un afluente denominado Rio Poteca (Bodega), que traza la frontera hasta su confluencia con el Rio El Estero, por el Llano El Guapinol (en Google Maps aparece como confluencia de Rio Guineo y Rio El Estero, 13°59'45.7"N 86°02'31.8"W), todos estos cursos de agua dentro de la cuenca del Rio Coco o Segovia, cubriendo hasta el municipio de Trojes. El curso de agua principal del Rio Coco o Segovia incursiona en territorio nicaragüense a partir de la Boca de Poteca, siguiendo su curso de agua hasta donde encuentra su punto de origen, en la confluencia del Río Comalí (o Coman) y el Río Tapacalí, en el Monumento nacional Cañón de Somoto, conformando ambos subcuencas de la cueca del Rio Coco o Segovia, reinsertándose en territorio hondureño en San Marcos de Colón por medio de la subcuenca Rio Coco o Segovia Sur, cubriendo casi en su totalidad este municipio. Recordando las sentencias y tratados que lo establecen:
- 1888, Convención Membreño-Castillo
- 1889, Convención Zelaya-Zavala (aceptación del uti possidetis de 1821)[1]
- 1894, Tratado Bonilla-Gámez
- Acta de la Comisión Mixta de Límites, Honduras-Nicaragua 1900-1901
- Laudo arbitral emitido por el Rey de España el 23 de diciembre de 1906
- Sentencia de la Corte Internacional de Justicia sobre caso de Honduras y Nicaragua 1960.
- Tratado de Límites entre la República de Nicaragua y la República de Honduras en el Mar Caribe y Aguas Afuera del Golfo de Fonseca del 2021.

## Ubicación

El Coco, en la zona fronteriza entre Honduras y Nicaragua.

Se forma por la confluencia de los ríos Comalí (Honduras) y Tapacalí (Nicaragua), tiene una longitud de 775 km, y una cuenca que ocupa un área de 24 767 km².[cita requerida] Nace en la localidad Hondureña en el municipio de  San Marcos de Colón en el A.U.M.L.B. (Área de Usos Múltiples La Botija), y desemboca en el cabo Gracias a Dios, un pequeño delta en el mar Caribe.
Sus principales afluentes son el río Bocay y el Waspuk. Se lo conoce también como río Segovia y río Wanki en lengua misquita.El río Coco es totalmente navegable a través de pipantes o botes marinos.
Es rico en flora y fauna; en él existen peces de distintas especies como el róbalo, guapote, tilapia, o el sábalo, y también lagartos de río. En sus orillas crecen árboles maderables como el caoba, el granadillo y el cedro. Posee un hermoso paisaje natural y un clima fresco y agradable.